# Sterculia tantraensis
Sterculia tantraensis är en malvaväxtart som beskrevs av P. Morat. Sterculia tantraensis ingår i släktet Sterculia och familjen malvaväxter. Inga underarter finns listade i Catalogue of Life.